# Jill Adler
Jillian Beryl Adler, nacida Jillian Beryl Smidt (Johannesburgo, Unión Sudafricana, 31 de enero de 1951) es una catedrática sudafricana de educación matemática en la Universidad del Witwatersrand y presidenta de la International Commission on Mathematical Instruction desde 2017. Su trabajo se centra en la didáctica de la matemática, especialmente en aulas multilingües.

## Carrera e impacto
Jill Adler nació en Johannesburgo, en la Unión Sudafricana. Obtuvo sus títulos de grado y posgrado en la Universidad del Witwatersrand. Es directora de educación matemática en Witwatersrand y presidenta de la International Commission on Mathematical Instruction desde 2017. Su trabajo se centra en la didáctica de las matemáticas, especialmente en aulas multilingües, así como en la formación profesional de los profesores de matemáticas de educación secundaria. Tiene una calificación A, la máxima posible, de la Fundación Nacional de Investigación de Sudáfrica. Entre 2009 y 2014 fue profesora visitante en el King's College de Londres. Es miembro de la Academia de Ciencias de Sudáfrica.

## Premios y reconocimientos
- Medalla Hans Freudenthal de la International Commission on Mathematical Instruction.[2]